# Copiapoa cinerascens
Copiapoa cinerascens ist eine Pflanzenart aus der Gattung Copiapoa in der Familie der Kakteengewächse (Cactaceae). Das Artepitheton cinerascens stammt aus dem Lateinischen und bedeutet ‚aschgrau werdend‘ und verweist auf die Dornen der Art.

## Beschreibung
Copiapoa cinerascens hat große knollige Wurzeln und bildet meist Gruppen. Die niedergedrückten, kugeligen Triebe sind schmutzig graugrün. Sie weisen einen Durchmesser von bis zu neun Zentimetern auf und haben einen eingesenkten, mit grauer Wolle besetzten Scheitel. Die zirka 20 Rippen sind schmal und in Höckern aufgelöst und zwischen den Areolen eingedellt. Die Areolen sind gedrängt, etwa kreisrund und grau oder auch schwarz. Die Dornen sind steif, gerade und schwarz. Sie werden im Alter aschgrau. Es sind zwei Mitteldornen von 1,8 bis 2,1 Zentimeter Länge und zirka acht ausstrahlende und ineinandergreifende Randdornen von 1 bis 1,3 Zentimeter Länge vorhanden.
Die gelben, weit geöffneten Blüten sind wenig duftend. Sie werden 2,7 bis 5,5 Zentimeter lang. Die Früchte sind rötlich bis grünlich gefärbt und 1 bis 1,5 Zentimeter lang.

## Verbreitung, Systematik und Gefährdung
Copiapoa cinerascens ist in Chile in der Región de Antofagasta von Barquito bis Taltal verbreitet.
Die Erstbeschreibung erfolgte 1845 als Echinocactus cinerascens durch Joseph zu Salm-Reifferscheidt-Dyck. Nathaniel Lord Britton und Joseph Nelson Rose stellten die Art 1922 zu der von ihnen aufgestellten Gattung Copiapoa.
In der Roten Liste gefährdeter Arten der IUCN wird die Art als „Endangered (EN)“, d. h. als stark gefährdet geführt.

## Nachweise